# Hybanthus caledonicus
Hybanthus caledonicus är en violväxtart som först beskrevs av Porphir Kiril Nicolai Stepanowitsch Turczaninow, och fick sitt nu gällande namn av Paul Cretzoiu. Hybanthus caledonicus ingår i släktet Hybanthus och familjen violväxter. Inga underarter finns listade i Catalogue of Life.